# João Crisélio
João Crisélio (em grego: Ἰωάννης Χρυσήλιος) foi um magnata provincial bizantino do final do século X de Dirráquio e o sogro do tsar Samuel da Bulgária (r. 997–1014). Sabe-se que provavelmente cerca de 1005, Crisélio ajudou Asócio Taronita e sua esposa Miroslava, a filha de Samuel, a fugiram em direção ao Império Bizantino na condição de que entregassem ao imperador Basílio II Bulgaróctono (r. 976–1025) um pedido de rendição da cidade em troca do título de patrício para ele e seus filhos.

## Biografia

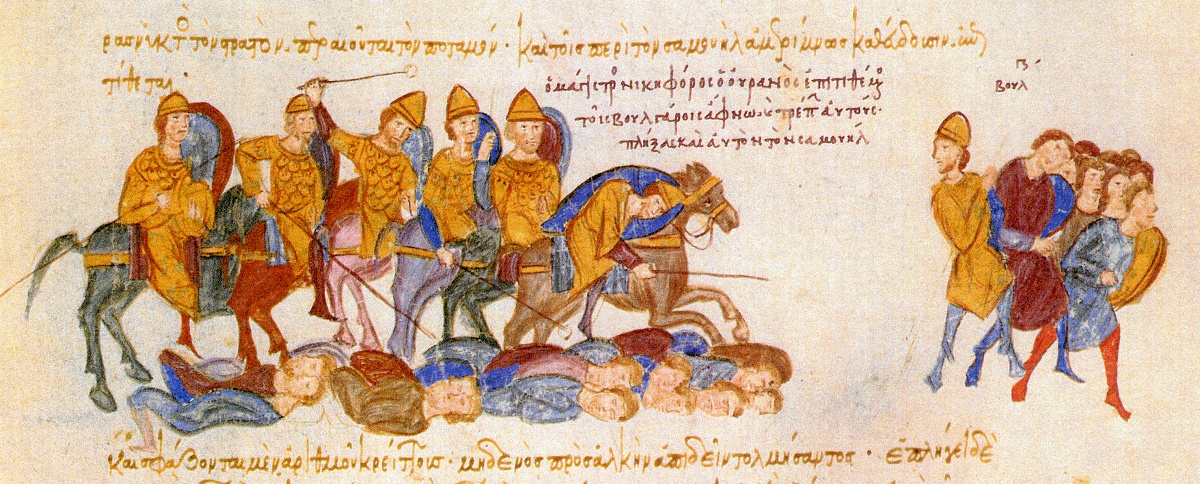
Nicéforo Urano perseguindo os búlgaros após a batalha de Esperqueu. Iluminura do Escilitzes de Madri

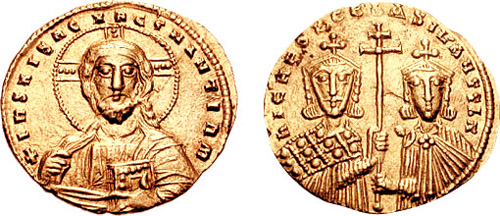
Histameno do imperador bizantino r. e seu afilhado r.

Búlgaro em origem, Crisélio foi o "protagonista" (proteuon) de Dirráquio. Segundo uma nota sobre a história de João Escilitzes, o tsar búlgaro Samuel (r. 997–1014) casou-se com a filha de Crisélio chamada Ágata, que foi levada cativa após Samuel saquear a cidade de Lárissa nos anos 980. É possível que, assim, Samuel conseguiu adquirir o controle sobre a cidade portuária adriática estrategicamente importante. Após a batalha de Esperqueu em 997, Samuel fez seu genro Asócio Taronita, um cativo bizantino que tinha se casado com sua filha Miroslava, governador da cidade.
Em cerca de 1005, Asócio e Miroslava, com a conivência de Crisélio, fugiram num navio bizantino para Constantinopla, portando uma carta sua que prometia a concessão da cidade para o imperador Basílio II Bulgaróctono (r. 976–1025) em troca do posto de patrício para ele e seus filhos. Logo, um esquadrão bizantino apareceu fora da cidade sob Eustácio Dafnomeles, e a cidade retornou para controle bizantino. Crisélio, porém, havia morrido no meio tempo. É, contudo, possível que esse episódio na verdade tenha ocorrido tão tarde quanto 1018, no fim da guerra búlgara, uma vez que a cronologia da fonte primária da guerra, João Escilitzes, é incerta; enquanto a crônica italiana de Lupo Protoespatário dá uma data completamente diferente para a reconquista de Dirráquio, 1004/1005, e não menciona Crisélio.

### Família
Além de sua possível filha Ágata, estudiosos búlgaros modernos associam um patrício chamado Nicolau Crisélio ou Nicolau, o Búlgaro, registrado por Escilitzes como estando ativo sob Romano III Argiro (r. 1028–1034), com um dos filhos de Crisélio. Um certo Teodoreto, que era o pai de Cossara, a esposa do príncipe João Vladimir de Dóclea (r. 1000–1016), também teria sido sugerido pela academia como um dos filhos de Crisélio.